# Farlanders
Farlanders é um jogo de construção de colônias espaciais baseado em turnos e ambientado em Marte. É do gênero estratégia, possuindo elementos de quebra-cabeça, com perspectiva 2D e gradeada, tendo os mapas gerados processualmente. A terraformação é parte integrante da estratégia de colonização. Possui sete missões no total.   
O jogador assume o papel de Marco, um cidadão marciano (humano) que faz um vlog sobre seu novo trabalho como arquiteto oficial da colônia no planeta. A história gira em torno da perda de entusiasmo de Marco ao descobrir que a empresa para a qual trabalha não é confiável.  
O jogo começa em cada novo mapa com a construção de uma base, à qual tudo - casas, fábricas, estufas, fontes de energia, fontes de água, etc. - precisa estar conectado de alguma forma: fios e/ou túneis e/ou tubulações. Como o mapa é gerado processualmente, o leiaute preciso de minerais, água, montanhas, cânions, tipos de solo e outros é imprevisível.  
À medida que a colônia cresce, aumenta também a demanda por recursos, e o jogador precisa escolher cuidadosamente o que construir e onde construir, por exemplo, escolher entre ter estufas perto de uma fonte de água e aumentar a taxa de produção de alimentos e a demanda por mão-de-obra, ou construir uma bomba de água e aumentar o consumo de energia.  Quando as construções deixam pouco espaço livre no mapa, as decisões do jogador sobre como utilizá-lo tornam-se cruciais para o sucesso ou fracasso da colônia em cumprir os objetivos da missão. 